# Estudio Op. 25, n.º 10 (Chopin)

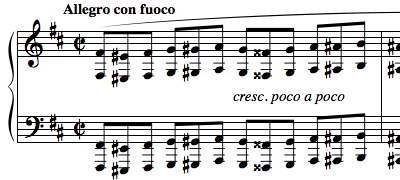
Fragmento del Estudio Op. 25, n.º 10.

El Estudio Op. 25, n.° 10 (Octavas) en si menor es un estudio para piano solo compuesto por Frédéric Chopin en 1835. Pertenece a su segunda serie de estudios, el Op. 25, que consta de doce estudios (igual que el Op. 10) compuestos entre 1832 y 1836. Se le dice "Octavas" por la técnica que se emplea en el estudio.

## Estructura
Este estudio presenta muchos rasgos únicos que no se encuentran en la mayoría de los otros estudios de Chopin, como por ejemplo una distintiva y característica forma ternaria. El primer tema son una serie de tresillos de corcheas en octavas en un tiempo de 2/2, alla breve. Se toca en un allegro muy rápido. El hecho de que el primer tema esté compuesto principalmente de octavas es el que da el sobrenombre a este estudio: "Aux octaves". 
El segundo tema está escrito en la tonalidad homónima mayor de Si menor, es decir, Si mayor, y además cambia el tiempo de compás a tres por cuatro (3/4) y se indica que ha de tocarse Lento. El segundo tema, que se desarrolla como una variación del primer tema, se repite hasta cuatro veces hasta volver al compás de dos medios y a la tonalidad de Si menor. 
Durante el segundo tema hay numerosas indicaciones de pedal y de las frases musicales, pero en el estudio en general no existen marcas de pedal. Al igual que en el Estudio Op. 10 n.º 4, Chopin hace especial énfasis en el legato durante las frases sin la utilización del pedal. A lo largo de Estudio Op. 25 n.º 10, el compositor polaco solo indica cinco cambios dinámicos: el primer tema completo debe ser interpretado de forte a fortissimo y el segundo tema es todo a piano.